# Saint-Martin-d'Hères
Saint-Martin-d’Hères es una localidad y comuna de Francia, situada en el departamento de Isère y en la región de Auvernia-Ródano-Alpes.
Sus habitantes se denominan en francés Martinérois. La comuna, que se sitúa al este de Grenoble, forma parte de una mancomunidad de municipios llamada Communauté d'agglomération Grenoble Alpes Métropole. Con Échirolles, es la principal ciudad de la periferia de Grenoble. Es conocida principalmente por albergar el gran campus universitario de Grenoble, que incluye la Universidad Pierre Mendès-France, la Universidad Joseph Fourier y la Universidad Stendhal, así como escuelas de ingeniería, como el INPG y Polytech'Grenoble.
Está comunicada con el centro urbano de Grenoble mediante a autobús y tranvía.

## Geografía

### Acceso
Saint-Martin-d'Hères está atravesada por la circunvalación Sur de Grenoble. Cuenta con tres salidas (Campus, avenue Gabriel-Péri, SMH-Centre).

### Zona comercial
La avenida Gabriel-Péri tiene a sus dos lados una amplia zona comercial. 

### Geografía física
Situada en el corazón de los Alpes, la comuna es extremadamente plana y se encuentra a 213m sobre el nivel del mar. La ciudad está, de hecho, construida sobre un antiguo valle glaciar. El este de Saint-Martin d'Hères marca el inicio del valle Grésivaudan, mientras que el oeste está en el corazón del llamado l'Y Grenoblois.

### Comunas limítrofes
Gières,
Poisat,
Grenoble,
Eybens

### Espacios culturales

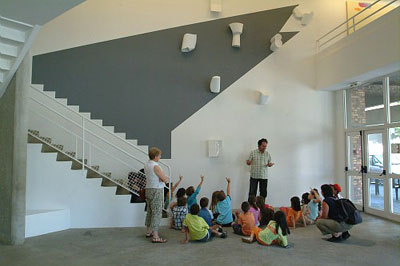

El espacio Vallès es la galería municipal de la ciudad de Saint-Martin d'Hères. Abierto desde 1990 y especializado en el arte contemporáneo, el Espacio Vallès acoge a numerosos artistas nacionales e internacionales.
Véanse las páginas del Espacio Vallès: http://www.ville-st-martin-dheres.fr/valles.html Archivado el 27 de diciembre de 2007 en Wayback Machine.
L'heure bleue es una sala para fiestas y espectáculos, que acoge una multiplicidad de formas artísticas.

### Historia
Saint Martin d'Hères... 
De hère (el pobre) o hèra (el pantano).
Saint-Martin-d'Hères nació de la parroquia de San Martín, creada en 1100 sobre una llanura pantanosa y con cañizales. En 1488 existe un Convento de las Mínimas. En él hubo sepulturas de la nobleza local, como la del Caballero Bayard. Acogió hasta abril de 2007 el Centro de las Artes del Relato de Isère, organizador del festival del mismo nombre, la Casa de la Poesía y el servicio del Patrimonio de la Ciudad. En esa fecha un incendio accidental destruyó el Convento de las Mínimas. Parte del mismo había sido declarado Monumento histórico y su situación está siendo estudiada por los arquitectos del Patrimonio.
Al final el siglo XIX la ciudad conocía su primer desarrollo con la industrialización del Barrio de la Croix-Rouge. Numerosas fábricas se abrieron, como Neyret-Brenier y más tarde la fábrica de galletas Brun, una de las más importantes de Europa, que cerró sus puertas en diciembre de 1990.
Las décadas de los 50 y 60 del siglo XX marcan el comienzo de una nueva era, la de la explosión demográfica, la necesidad de una planificación y equipamiento urbanísticos y la instalación del campus universitario en su territorio, algo que cambió la fisonomía de la ciudad.

## Administración
| Fecha de elección | Identidad                   | Partido | Otros cargos                                     |
| ----------------- | --------------------------- | ------- | ------------------------------------------------ |
|                   |                             |         |                                                  |
| 1767, 1789        | Charles Imbert-Desgranges   |         |                                                  |
| 1789,1794         | Etienne Carny               |         |                                                  |
| 1794,             | Pierre Mérand               |         |                                                  |
| 1794, 1795        | Antoine Heurard             |         |                                                  |
| 1795, 1799        | Charles Imbert-Desgranges   |         |                                                  |
| 1799, 1808        | Etienne Carny               |         |                                                  |
| 1808, 1809        | Scipion Imbert-Desgranges   |         |                                                  |
| 1809, 1815        | Scipion Imbert-Desgranges   |         |                                                  |
| 1815,             | Jean Mermier                |         |                                                  |
| 1815, 1826        | Jean-Baptiste Bariot Delile |         |                                                  |
| 1826, 1831        | Royer-Dupré                 |         |                                                  |
| 1831, 1835        | Edmond Heurard              |         |                                                  |
| 1835, 1846        | Joseph Piloque              |         |                                                  |
| 1846, 1870        | Honoré Victor Perrin        |         |                                                  |
| 1871, 1878        | Frédéric Périer             |         |                                                  |
| 1878, 1879        | Pierre Raffin               |         |                                                  |
| 1879, 1882        | Eugène Riban                |         |                                                  |
| 1882, 1884        | Pierre Louis Turc           |         |                                                  |
| 1884, 1896        | François Gay                |         |                                                  |
| 1896, 1900        | Docteur Joseph Berthollet   |         |                                                  |
| 1900, 1902        | Antonin Camand              |         |                                                  |
| 1902, 1904        | Eugène Chaix                |         |                                                  |
| 1904, 1908        | Docteur Joseph Berthollet   |         |                                                  |
| 1908, 1912        | Víctor Laurent              |         |                                                  |
| 1912, 1918        | Antonin Camand              |         |                                                  |
| 1919, 1925        | Víctor Laurent              |         |                                                  |
| 1925, 1935        | Auguste Beau                |         |                                                  |
| 1935, 1938        | Alexis Jourdan              |         |                                                  |
| 1938, 1940        | Eugène Chavant              |         |                                                  |
| 1940, 1941        | César Caillat               |         |                                                  |
| 1941, 1943        | Henri Gérente               |         |                                                  |
| 1944,             | Commandant Crut             |         |                                                  |
| 1944, 1945        | Eugène Chavant              |         |                                                  |
| 1945, 1959        | Fernand Texier              | PCF     |                                                  |
| 1959, 1971        | Etienne Grappe              | PCF     |                                                  |
| 1971, 1999        | Joseph Blanchon             | PCF     | consejero general                                |
| 1999, 2001        | René Proby                  | PCF     | consejero general del Saint-Martin-d’Hères-Norte |

## Demografía
| 618 | 771 | 616 | 760 | 1 107 | 825 | 1 078 | 1 040 | 1 070 | 1 066 | 1 280 | 1 325 | 1 470 | 1 546 | 1 710 | 1 641 | 1 781 | 1 776 | 1 874 | 1 988 | 2 508 | 3 256 | 4 656 | 5 633 | 5 944 | 6 839 | 14 453 | 33 605 | 38 052 | 35 188 | 34 341 | 35 777 | 35 502 |
| Para los censos de 1962 a 1999 la población legal corresponde a la población sin duplicidades (Fuente: INSEE [Consultar]) |     |     |     |       |     |       |       |       |       |       |       |       |       |       |       |       |       |       |       |       |       |       |       |       |       |        |        |        |        |        |        |        |

## Monumentos

### Patrimonio religioso
Se encuentra en Saint-Martin-d'Hères el Convento de las Mínimas del siglo XV. Como consecuencia del incendio ocurrido en la noche del 16 al 17 de abril de 2007 en el Convento de las Mínimas se ha elaborado un plan de preservación del patrimonio 

### Patrimonio civil
Saint Martin d’Hères es la sede del campus universitario de Grenoble (unos 60 000 estudiantes).

## Hermanamientos
- Zella-Mehlis (Alemania) Zella-Mehlis desde 1967

## Puntos de interés
- Arboretum Robert Ruffier-Lanche